# Кристина Кампос
Кристина Кампос (на испански: Cristina Campos) е испанска режисьорка и писателка, авторка на произведения в жанра социална драма.

## Биография и творчество
Кристина Кампос е родена през 1975 г. в Барселона, Испания. Следва хуманитарни науки в Автономния университет на Барселона. Завършва обучението си в Хайделбергския университет, Германия, където специализира операторско майсторство. В Хайделберг работи и като координатор на Международния филмов фестивал в града.
След завръщането си в Испания работи във филмовата индустрия. Първоначално десет години ръководи кастинга на игрални филми и телевизионни сериали, а след това работи като режисьор.
Първият ѝ роман „Лимонов сладкиш с маково семе“ е издаден през 2016 г. Двете сестри, Анна и Марина, се срещат след петнайсетгодишна раздяла във вътрешността на остров Майорка, за да продадат мелницата и пекарната „Кан Моли“, които са наследили от непозната жена. Марина решава да остане на острова, за да разбере коя е жената, оставила им, а търсенето ще им разкрие стари семейни тайни.
Кристина Кампос живее в Барселона.

## Произведения

### Филмография
- 2007 В града на Силвия, Dans la ville de Sylvia
- 2007 Mort prématurée – тв филм
- 2008 Las manos del pianista – тв филм
- 2008 Mà morta truca a la porta – тв филм
- 2008 Radio Love
- 2008 Diario de una ninfómana
- 2008 Les dues vides d'Andrés Rabadán
- 2009 Tramontana
- 2009 Trash
- 2010 Cuatro estaciones – тв филм
- 2010 De mayor quiero ser soldado
- 2010 L'edèn – тв филм
- 2011 Докато спиш, Mientras duermes
- 2012 Carta a Eva – тв сериал, 2 епизода
- 2013 Синът на Каин, Fill de CaínFill de Caín
- 2013 La por
- 2014 L'últim ball de Carmen Amaya – тв филм
- 2014 El cafè de la Marina – тв филм
- 2015 Cómo sobrevivir a una despedida
- 2016 Inside
- 2014 – 2017 El crac – тв сериал, 24 епизода
- 2017 Muse
- 2021 Трезорът – кастинг
- 2022 Los herederos de la tierra – тв сериал, 8 епизода

### Самостоятелни романи
- Pan de limón con semillas de amapola (2016)[1][3]
Лимонов сладкиш с маково семе, изд.: ИК „Хермес“, Пловдив (2019), прев. Мариана Китипова